# Максакова-Игенбергс, Мария Петровна
Ма́рия Петро́вна Макса́кова-Игенбе́ргс (род. 24 июля 1977, Мюнхен, ФРГ) — российская и украинская оперная певица (меццо-сопрано), солистка Мариинского театра (2011—2017), общественный деятель, депутат Госдумы РФ VI созыва.

## Биография
Родилась 24 июля 1977 года в Мюнхене в семье актрисы Людмилы Максаковой (род. 1940) и Петера Андреаса Игенбергса (1937—2018), немецкого предпринимателя, уроженца Праги, сына прибалтийского немца из Латвии. Её бабушка по материнской линии — певица, народная артистка СССР Мария Максакова. По «праву крови» и «праву земли» с рождения получила гражданство Германии.
В 1995 году окончила Центральную музыкальную школу при Московской государственной консерватории по классу фортепиано. В 2000 году окончила с красным дипломом Российскую академию музыки имени Гнесиных (отделение академического вокала), в 2004 году окончила аспирантуру академии.
С 2000 года — в труппе московского театра «Новая опера», исполняла партии Снегурочки («Снегурочка»), Офелии («Гамлет»), Лейлы («Искатели жемчуга») и другие. С 2003 года — приглашённая солистка оперы Большого театра России, где исполнила партии Оскара в опере «Бал-маскарад» и Мюзетты в опере «Богема». С 2006 года — в труппе театра «Геликон-опера».
С 2011 по 2017 год — солистка оперной труппы Мариинского театра. Исполняла партии Дорабеллы («Так поступают все»), Керубино («Свадьба Фигаро»), Фруголы («Плащ»), Композитора («Ариадна на Наксосе»), Никлауса («Сказки Гофмана»), Рассказчицы («Поругание Лукреции»). Исполнила партию Принцессы Шарлотты в мировой премьере оперы Родиона Щедрина «Левша». Летом 2014 года дебютировала в партии Элен Безуховой в премьерных показах оперы С. Прокофьева «Война и мир».
Летом 2014 года дебютировала на сцене Приморского театра оперы и балета во Владивостоке в партии Кармен.
Пять лет, с 2009 по 2014 год, на телеканале «Культура» вела вместе с народным артистом РФ Святославом Бэлзой цикл концертных программ «Романтика романса». С сентября 2014 по март 2016 года вела эту программу с Евгением Кунгуровым.
Лейбл Universal Music Group International выпустил два сольных диска Марии Максаковой — дебютный альбом «Mezzo Soprano» (оперные арии в сопровождении Симфонического оркестра Москвы «Русская филармония» под управлением Дмитрия Юровского) и альбом классических романсов Чайковского и Рахманинова (партия фортепиано Л. Петровская).
С конца 2016 года работала преподавателем в Российской академии музыки имени Гнесиных. Уволена в марте 2017 года за прогулы. Является приглашённой солисткой театра «Геликон-опера».
В конце ноября 2016 года провела концерт с вокальными произведениями Шумана и Чайковского на XIII фестивале российской культуры в Эссене (Германия).
В октябре 2016 года покинула Россию вместе с мужем Денисом Вороненковым, уехав в Киев. На Украине преподавала академический вокал в Национальной академии руководящих кадров культуры и искусств Украины, выступала с концертами, сотрудничала с Харьковским театром оперы и балета имени Н. В. Лысенко. На Украине Максаковой была предоставлена государственная охрана.
В январе 2021 года Максакова посещала Россию, но затем вернулась на Украину.
В июле 2023 года приняла участие в международном музыкальном фестивале «Laima Rendezvous Jūrmala» в Латвии.

## Личная жизнь
От прежних отношений с криминальным авторитетом Владимиром Тюриным у Максаковой двое детей — сын Илья (род. 23 июля 2004) и дочь Людмила. В 2014 году Илья Максаков-Игенбергс поступил в Санкт-Петербургское суворовское военное училище, в начале февраля 2017 года отчислился по собственному желанию. Дочь — Людмила Елизавета Владимировна Максакова-Игенбергс, учится[уточнить] в Московской экономической школе и Центральной музыкальной школе, играет на арфе, в мае 2016 года получила первый приз на VI Стокгольмском Международном музыкальном конкурсе (SIMC VI) в группе арфистов до 9 лет, в ноябре 2016 года в возрасте 8 лет участвовала в программе «Лучше всех!» на «Первом канале».
Согласно сообщениям «Новой газеты» и некоторых других СМИ, в конце 2011 года Владимир Тюрин (глава Братской ОПГ) упоминался как гражданский муж Максаковой со ссылкой на её интервью. В том же 2011 году на сайте «Единой России» появилось разъяснение, согласно которому Максакова официально «никогда не была замужем» и «выражает искреннее недоумение» по поводу публикации в «Новой газете». В 2012 году в интервью газете «Труд» Максакова упоминала о незарегистрированном союзе с ювелиром Джамилем Алиевым. Вскоре пара рассталась.
В марте 2015 года Максакова впервые вступила в официальный брак, её мужем стал депутат Государственной думы от КПРФ, член комитета по безопасности и противодействию коррупции Денис Вороненков. При регистрации брака фамилия осталась прежней — Максакова-Игенбергс. В конце апреля 2015 года, по признанию Максаковой, из-за нервных потрясений в связи с уголовным преследованием мужа на втором месяце беременности у неё произошёл выкидыш, и она потеряла двойню. 15 апреля 2016 года у Максаковой и Вороненкова родился сын Иван. 23 марта 2017 года Вороненков был застрелен в Киеве.

## Политическая деятельность

### Россия
Бывший депутат Государственной думы Федерального собрания Российской Федерации VI созыва от партии «Единая Россия», член комитета Госдумы по культуре (2011—2016).
Максакова участвовала в выборах в Госдуму в 2011 году от партии «Единая Россия». В сентябре 2011 года заявляла, что «„Единая Россия“ — это единственная реальная политическая сила в нашем обществе. И Владимир Путин — это не только лидер нашей партии — это общенациональный лидер и единственная фигура, консолидирующая наше общество». Максакова шла под вторым номером в списке партии по Астраханской области (после губернатора Александра Жилкина). По результатам выборов стала депутатом Госдумы VI созыва, вошла в комитет по культуре.
В интервью 2011 года поддерживала политику президента Путина, негативно оценивала реформы 1990-х годов.
Максакова — один из авторов законопроекта о защите интеллектуальных прав в Интернете («О внесении изменений в отдельные законодательные акты Российской Федерации по вопросам защиты интеллектуальных прав в информационно-телекоммуникационных сетях»).
11 июня 2013 года голосовала за принятие закона № 135-ФЗ о запрете пропаганды гомосексуализма в России. Однако в феврале 2014 года выступила с трибуны Государственной думы с резкой критикой этого закона и с предложением принять поправки, которые бы исключили из текста формулировки «нетрадиционные отношения», как противоречащие здравому смыслу и являющиеся дискриминационными. Поправки не были приняты, однако выступление Максаковой вызвало бурное обсуждение среди коллег и в СМИ.
Максакова — единственный депутат Госдумы, кто воздержался при голосовании во втором и в третьем чтении законопроекта о запрете на усыновление российских сирот гражданами США (420 депутатов проголосовали за принятие закона, 7 были против).
На сайте Государственной думы утверждается, что в 2014 году Максакова голосовала за аннексию Крыма Россией. В своих позднейших интервью 2017 и 2021 годов Максакова утверждает, что не голосовала, а в день голосования находилась за пределами России, и заявляет о незаконности аннексии.
В 2016 году проиграла предварительные внутрипартийные выборы «Единой России» в Санкт-Петербурге.
16 февраля 2017 года Максакова исключена из партии «Единая Россия» в связи с нарушением законодательства о политических партиях, выразившемся в сокрытии двойного гражданства в предвыборных документах в 2011 и 2016 годах, а также в связи с нарушением партийного устава. По мнению доктора юридических наук Елены Лукьяновой, Максакова исключена из «Единой России» за наличие двойного гражданства незаконно, поскольку согласно ст. 62 Конституции РФ, наличие у гражданина РФ гражданства иностранного государства не умаляет его прав и свобод и не освобождает от обязанностей, вытекающих из российского гражданства, если иное не предусмотрено федеральным законом или международным договором Российской Федерации. Закон «О политических партиях», полагает Лукьянова, запрещает быть членами партии лишь иностранным гражданам и лицам без гражданства (п. 2 ст. 23 ФЗ «О политических партиях»).

### Украина
В одном из первых интервью на Украине Максакова отозвалась о России как о стране, где неприемлема критика в адрес властей, народ вынужден идентифицировать страну с государственными органами, а президент Путин реагирует и принимает решения только по справкам спецслужб; и заявила о невозможности жить в режиме, требующем полной лояльности. В октябре 2017 года в интервью журналисту Айдеру Муждабаеву, показанному на крымскотатарском телеканале ATR, Максакова извинилась перед украинцами и крымскими татарами за голосование Государственной думы за аннексию Крыма Россией в марте 2014 года и подчеркнула, что в момент голосования она отсутствовала и в парламенте, и в стране.

## Фильмография
- 1998 — Сибирский цирюльник — институтка
- 2008 — Воротилы[вд] — Кристина Синицына
- 2008 — Савва — Сигрид Арнольдсон, певица
- 2008 — Фотограф (13-я серия, «Пропавшая невеста») — Ольга Ципко
- 2010 — Про любоff[вд] — Лариса
- 2010 — Столица греха[вд] — Элла (Эллочка), хозяйка модельного агентства «Роял»
- 2014 — Аромат шиповника — «Мадлен»
- 2014 — Женщины на грани (14-я серия) — Альбина

## Награды
- Орден Святой великомученицы Варвары (2017, Украинская православная церковь Киевского патриархата)[60]
- Орден «Славы» — за значительный личный вклад в укрепление международного имиджа Украины (2017)[61]